# Адміралтейство (Гонконг)

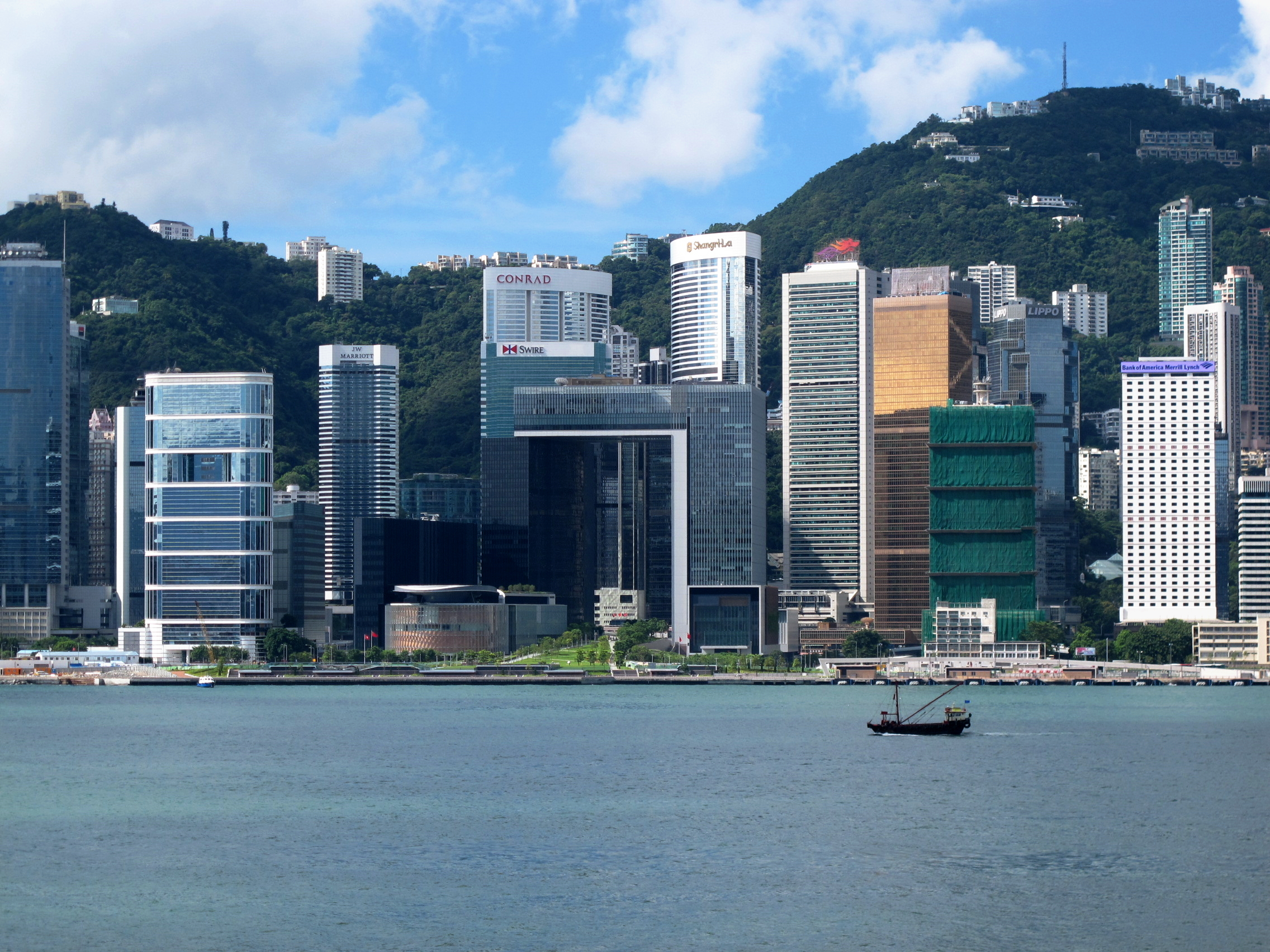
Берегова лінія району

Адміралтейство (金鐘 або Камчун) — гонконгський район, що входить до складу округу Сентрал-енд-Вестерн. Є східною частиною центрального ділового району Гонконгу (в який також входить район Центральний, розташований на захід від Адміралтейства). Свою назву район отримав від військових доків, що входили до складу колишньої британської військово-морської бази.

## Історія

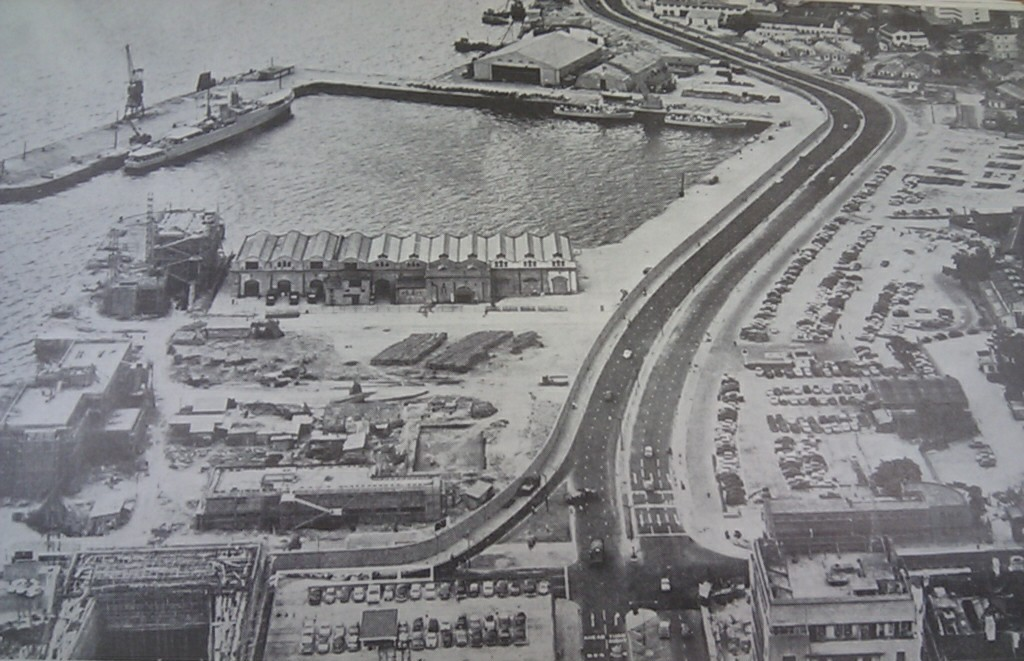
Британська база в середині XX століття

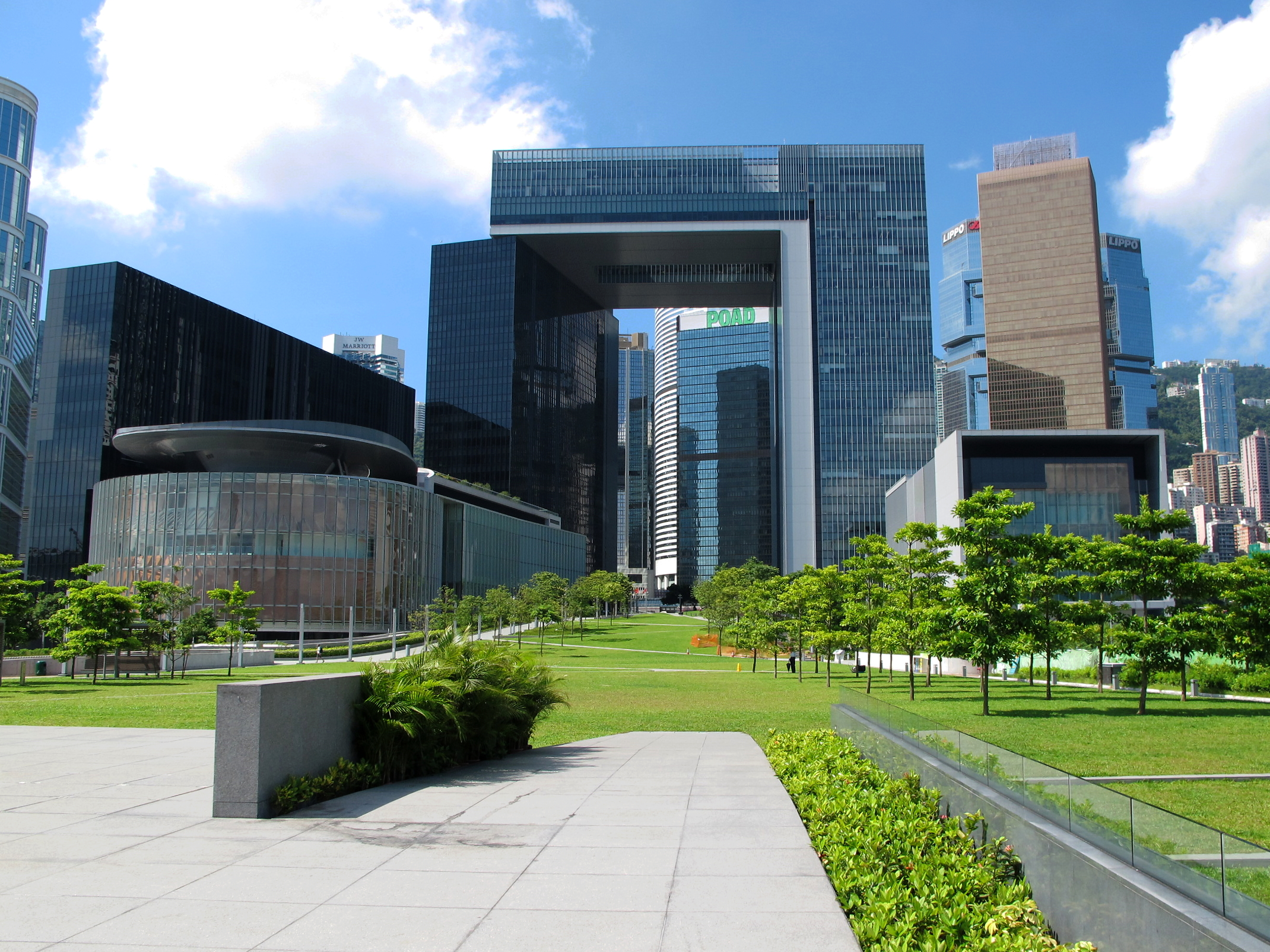
Урядовий комплекс Тамар

Територія району служила місцем розташування важливих об'єктів британської армії — бараків Веллінгтон, бараків Мюррей, бараків Вікторія і доків Адміралтейства. У 1854 році британський флот передав свою базу в Вест-Пойнті колоніальній владі, отримавши натомість територію нинішнього району Адміралтейство. Поступово на цьому місці були збудовані причали, доки, хвилеломи і нарощувався суходіл шляхом насипання нових ділянок.
У 1941 році базу захопили японські війська, які окупували місто. В 1959—1962 роках військові модернізували бараки Веллінгтон і відновили сухий док. Фактично територія військової бази розділяла громадянську забудову північного узбережжя острова Гонконг на дві частини. Влада Гонконгу багато разів намагалися повернути цю територію під свою юрисдикцію і з 1970-х років землі району поступово стали повертатися під контроль уряду і забудовуватися комерційними будівлями.
З часом основні структури військово-морської бази були переміщені на острів Стоункаттерс в Коулун. У 1980 році на місці колишніх військових доків, заснованих в 1878 році, відкрилася станція метрополітену «Адміралтейство», що стала транспортним центром району (після цього за районом прижилася назва Адміралтейство і він перестав асоціюватися з сусіднім районом Центральний). У 1997 році британська військово-морська база Тамар була закрита, а судна, що базувалися в Гонконзі, були продані Філіппінам.
В 2008—2011 роках на місці колишніх причалів і бараків був побудований урядовий комплекс Тамар і розбитий однойменний парк.